# Campestre-et-Luc
 Campestre-et-Luc  es una población y comuna francesa, situada en la región de Languedoc-Rosellón, departamento de Gard, en el distrito de Le Vigan y cantón de Alzon.

## Demografía
| 120 | 110 | 94 | 72 | 80 | 117 |
| Para los censos de 1962 a 1999 la población legal corresponde a la población sin duplicidades (Fuente: INSEE [Consultar]) |     |    |    |    |     |